# Wojciech Janczak
Wojciech Janczak (ur. 16 sierpnia 1912 w Charłupi Małej, zm. 13 lipca 1945 koło Monachium) – polski działacz ruchu ludowego, komendant Okręgu VI Batalionów Chłopskich, pułkownik.

## Życiorys

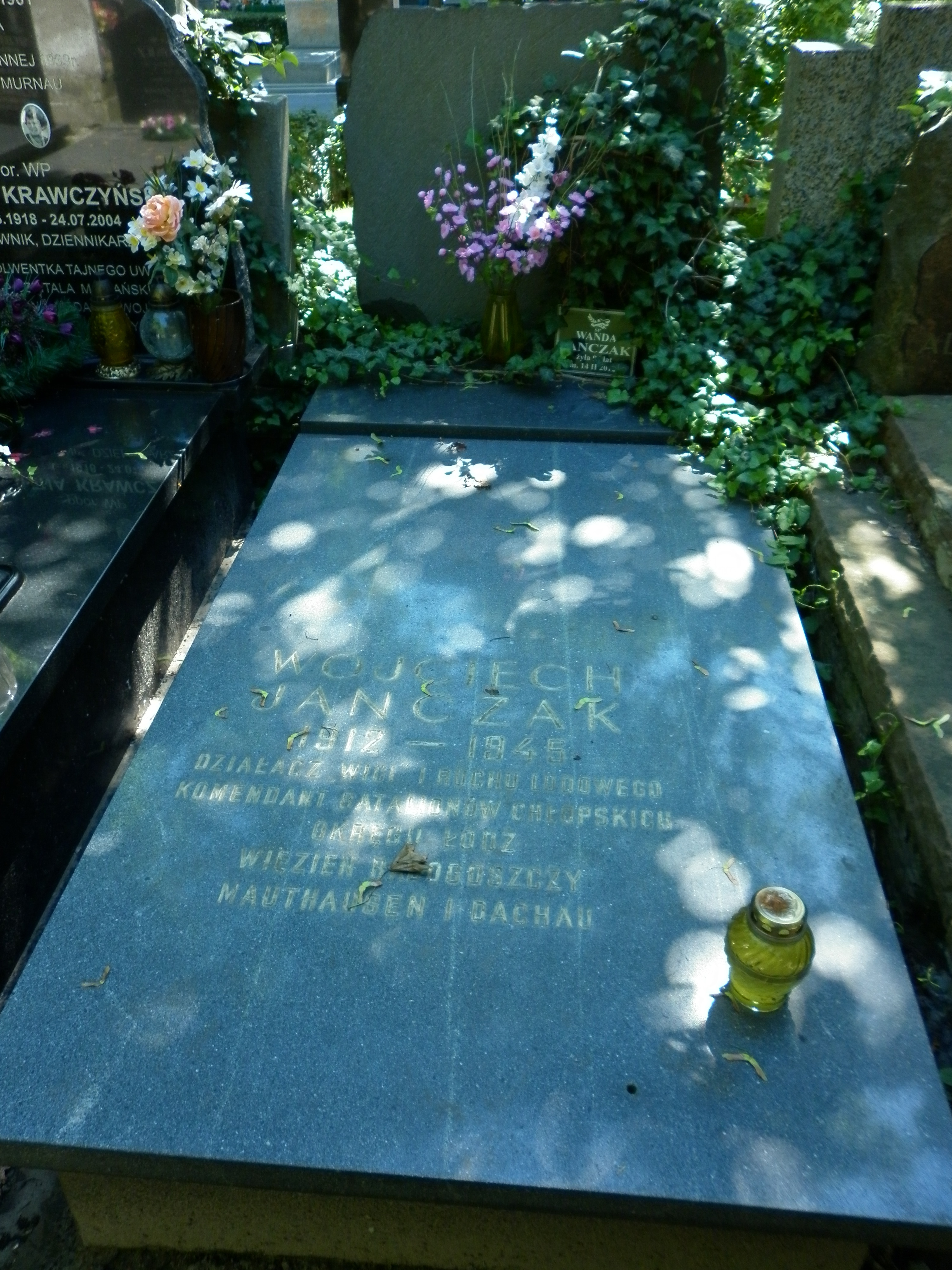
Grób Wojciecha Janczaka na Cmentarzu Wojskowym na Powązkach

### Młodość
Był synem rolników – Romana i Józefy z Miłków. Miał dziewięcioro rodzeństwa. Rodzice żyli z 13-morgowego gospodarstwa. W rodzinnej wsi skończył szkołę 4-klasową, od klasy 5. uczęszczał do Sieradza. Kontynuował naukę w gimnazjum sieradzkim.
Rodzina Janczaków zaangażowana była w młodzieżowym ruchu ludowym. Wojciech wraz z braćmi należał do Związku Młodzieży Wiejskiej RP. Po maturze w 1932 odbył dziewięciomiesięczne szkolenie w Szkole Podchorążych Rezerwy Kawalerii w Grudziądzu, a po ukończeniu szkolenia otrzymał przydział do 1 pułku szwoleżerów w Warszawie.
W 1934 wstąpił na Wydział Prawno-Ekonomiczny Uniwersytetu Poznańskiego. Zaangażował się w wydawanie „Chłopskiego Życia Gospodarczego”, którego redakcja mieściła się w Łodzi (przeniesiona w 1935 z Poznania). Prowadził aktywną działalność w organizacji Polska Akademicka Młodzież Ludowa. Za tę działalność aresztowano go na początku 1936 i więziono w Rawiczu przez pół roku.
Na zjeździe ZMW w 1937 został wybrany prezesem łódzkiego ZMW. W latach 1937–1939 był sekretarzem ZW Stronnictwa Ludowego. W 1939 ukończył studia.

### II wojna światowa
23 marca 1939 został zmobilizowany do 31 pułku piechoty Strzelców Kaniowskich w Sieradzu gdzie został dowódcą plutonu w 6 kompanii. Z tym pułkiem odbył kampanię wrześniową. Zimą 1940 wraz z Adamem Banachem i Stefanem Ignarem zapoczątkowali ludową konspirację w woj. łódzkim. Rozkazem nr 5 Komendy Głównej Batalionów Chłopskich z 25 września 1941 został komendantem na woj. łódzkie (Okręg V).
Jesienią 1940 ożenił się z Wandą Maniszewską. Wraz z żoną i córką mieszkał w Piotrkowie.

### Aresztowanie i śmierć
W marcu 1942 aresztowało go Gestapo. Został osadzony w więzieniu na Radogoszczu, w maju przewieziono go do Mauthausen, gdzie pracował w kamieniołomach. Ostatni list do rodziny wysłał 3 maja 1945 z Dachau. Doczekał wyzwolenia, lecz ciężko chory na gruźlicę zmarł 13 lipca 1945 w szpitalu armii amerykańskiej.
28 października 1964 prochy Wojciecha Janczaka sprowadzono do kraju i pochowano na Cmentarzu Wojskowym na Powązkach w Warszawie, kwatera A29-7-26. W 1948 dekretem Rady Państwa Wojciech Janczak został pośmiertnie mianowany pułkownikiem WP. 1 września 1973 szkole w Charłupi Małej nadano jego imię.